# برنارد بنسون
برنارد بنسون (بالفرنسية: Bernard Benson)‏ هو كاتب فرنسي، ولد في 28 يناير 1922، وتوفي في 13 مايو 1997.